# 펠리체 델라 로베레

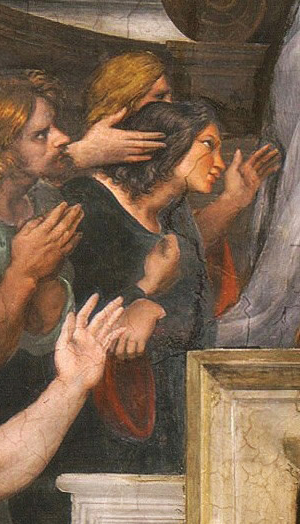
라파엘로 산치오가 그린 펠리체

펠리체 델라 로베레(Felice della Rovere, 1483년경 – 1536년 9월 27일) 또는 마돈나 펠리체(Madonna Felice)는 교황 율리오 2세의 사생아였다. 이탈리아 르네상스의 가장 영향력 있는 여성 중 한 명인 펠리체는 1483년경 로마에서 루크레치아 노르만니와 줄리아노 델라 로베레 추기경(훗날 교황 율리오 2세) 사이에서 태어났다. 펠리체는 교육을 잘 받았으며, 귀족 가문의 긴밀한 궁정 집단에 속하게 되었으며, 교육과 인본주의에 대한 진정한 관심을 통해 학자 및 시인과 우정을 쌓았다. 지안 지오다노 오르시니와의 중매 결혼을 포함하여 그녀의 아버지의 영향을 통해 그녀는 로마 교황청 안팎에서 엄청난 부와 영향력을 행사했다. 특히 그녀는 율리오 2세와 프랑스 여왕 사이에 평화 협상을 벌였고, 1517년 남편이 죽은 후에도 10여 년 동안 그녀의 아버지, 팔로의 성, 그리고 그녀의 곡물 무역 참여를 통해 오르시니 시뇨라 자리를 지켰다.
펠리체는 살아남은 두 아들 프란체스코와 지롤라모를 낳았고 두 번째 아들을 오르시니가 재산의 상속자로 선택했다(따라서 그녀의 의붓아들인 나폴레옹과 경쟁을 보장함). 그리고 두 딸 줄리아와 클라리스도 낳았다. 또 다른 아이는 유아기에 사망했다. 펠리체의 자녀들은 콜로나, 스포르차, 보르게세, 곤차가 및 아피아니와 같은 저명한 가문과 결혼했다. 그녀의 오르시니(Orsini) 자손은 브라치아노 공작(duke of Bracciano)이 되었고 그들의 계보는 가계가 멸종된 1699년까지 이 역할을 유지했다. 펠리체의 유산은 학자 캐롤라인 머피(Caroline Murphy)가 라파엘로 산치오의 "볼세나에서의 미사"(The Mass at Bolsena)와 세바스티아노 델 피옴보(Sebastiano del Piombo)의 알려지지 않은 여성의 초상화라는 두 작품에서 그녀를 식별하면서 오늘날까지 지속된다. 펠리체는 다른 르네상스 아이콘에도 영향을 미쳤는데, 이는 카트린 드 메디시스(Catherine de' Medici)와 같은 인물과의 서신에서 분명하다.